# 山陽小野田市民病院
山陽小野田市民病院（さんようおのだしみんびょういん）は、山口県山陽小野田市に所在する市区町村立病院。山口県災害拠点病院に指定されている。

## 診療科
（この節の出典）
- 内科
- 外科
- 整形外科
- 産婦人科
- 眼科
- 泌尿器科
- 麻酔科
- 小児科
- 歯科口腔外科
- 脳神経内科
- 脳神経外科
- 皮膚科
- 精神科
- 耳鼻咽喉科
- 放射線科

## 医療機関の指定・認定
（下表の出典）
| 保険医療機関                           | 労災保険指定医療機関                                     |
| 指定自立支援医療機関（更生医療）       | 指定自立支援医療機関（育成医療）                         |
| 指定自立支援医療機関（精神通院医療）   | 身体障害者福祉法指定医の配置されている医療機関           |
| 生活保護法指定医療機関                 | 特定疾患治療研究事業委託医療機関                         |
| 指定養育医療機関                       | 指定小児慢性特定疾病医療機関                             |
| 在宅療養後方支援病院                   | 難病の患者に対する医療等に関する法律に基づく指定医療機関 |
| 原子爆弾被害者一般疾病医療取扱医療機関 | 母体保護法指定医の配置されている医療機関                 |
| 災害拠点病院（地域）                   |                                                          |

- 救急告示病院（二次救急）[4]
- このほか、各種法令による指定・認定病院であるとともに、各学会の認定施設でもある。

## 交通アクセス
- JR小野田線「目出駅」より徒歩約10分[5]
- JR山陽本線「小野田駅」より船木鉄道バス乗車、「山陽小野田市民病院」停留所下車正面[5]